# Wagenflechte

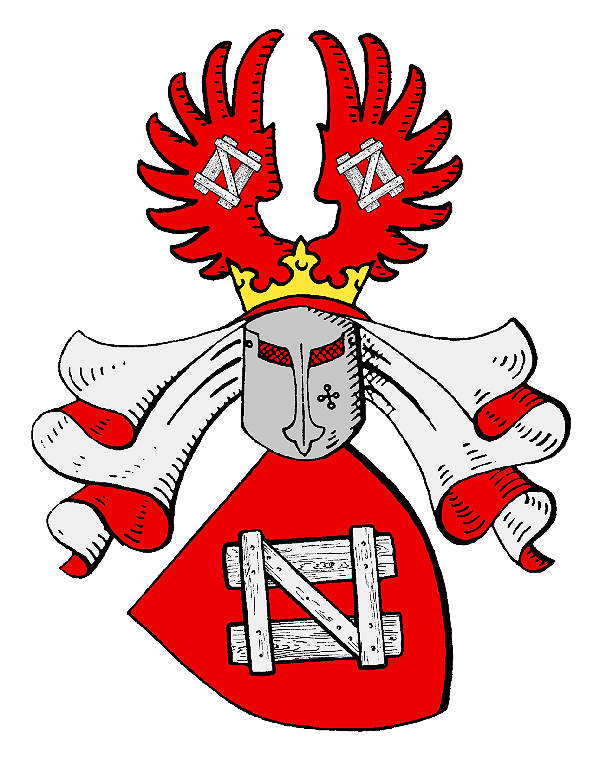
Wappen derer von Haxthausen

Die Wagenflechte (Wagenkorb) ist eine gemeine Figur in der Heraldik und eine seltene Wappenfigur. Wahrscheinlich ist sie nur im Wappen des Adelsgeschlechts von Haxthausen zu finden. Das Wappen zeigt in Rot eine schrägliegende silberne Wagenflechte. Auf dem Helm mit rot-silbernen Helmdecken ein je mit der Schildfigur belegter offener Flug. Im zusammengestellten Wappen von Welda, einem Ortsteil von Warburg, ist die Wappenfigur derer von Haxthausen im oberen linken Feld als Hinweis auf eine alte Belehnung des Ortes.
Die Wagenflechte wurde aus Weidenruten geflochten und diese Wände (Tafeln) dienten zur Ladungssicherung gegen Herabfallen oder zur Vermeidung von Verschmutzung beim Transport.